# Třída Al-Ofouq
Třída Al-Ofouq je třída oceánských hlídkových lodí Ománského královského námořnictva. Celkem byly objednány čtyři jednotky této třídy, které mají být do služby zařazeny v letech 2015–2016. Hlavním úkolem plavidel bude hlídkování ve výlučné námořní ekonomické zóně země. Plavidla nahrazují hlídkové lodě třídy Al Seeb (Vosper 25) pocházející z 80. let 20. století.

## Stavba
Stavba čtyř oceánských hlídkových lodí typu Fearless-75 singapurské loděnice ST Marine byla Ománem objednána v dubnu 2012. Kontrakt na stavbu a technickou podporu této třídy dosáhl hodnoty 535 milionů Euro. Stal se tak největší exportní zakázkou v historii ST Marine. Všechny jednotky jsou stavěny v Singapuru, přičemž typ Fearless-75 konstrukčně vychází z menšího typu Fearless-55 (singapurská třída Fearless).
Jednotky třídy Al-Ofouq:
| Jméno            | Založení kýlu   | Spuštěna   | Vstup do služby | Status  |
| ---------------- | --------------- | ---------- | --------------- | ------- |
| Al-Seeb (Z 20)   | 29. března 2013 | leden 2014 | 31. března 2015 | aktivní |
| Al-Shinas (Z 21) |                 | 2014       | 10. září 2015   | aktivní |
| Sadh (Z 22)      |                 | 2016       | 2016            | aktivní |
| Khassab (Z 23)   |                 | 2016       | 24. června 2016 | aktivní |

## Konstrukce

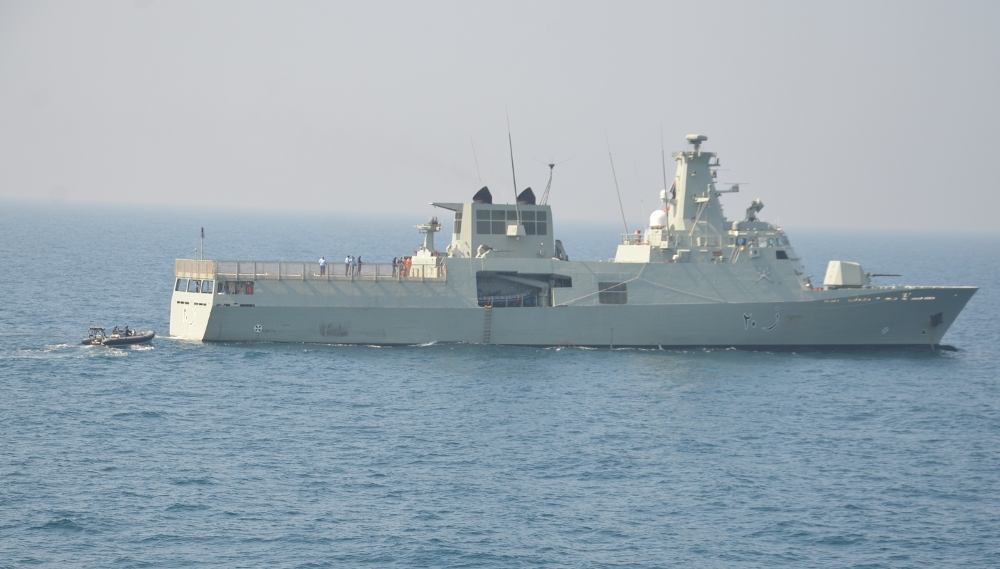
Plavidlo třídy Al-Ofouq

U plavidel byla aplikována řada opatření pro redukci signatur. Plavidla nesou bojový řídící systém Thales Tacticos, vyhledávací radar Thales Variant 2D a systém řízení palby Thales Nederland STIR 1.2 EO Mk2. Dále jsou vybavena vrhači klamných cílů Lacroix Sylena. Hlavní výzbroj tvoří 76mm kanón OTO Melara Super Rapid v dělové věži na přídi, který doplňují dva 30mm kanóny Oto Melara Marlin. Plavidla nesou dva rychlé inspekční čluny RHIB. Na zádi plavidel se nachází přistávací plocha pro operace jednoho vrtulníku, nebo bezpilotních prostředků. Pohonný systém pomocí dvou dieselů MTU 20V 8000 M91, každého o výkonu 9100 kW, roztáčí dva lodní šrouby se stavitelnými lopatkami. Nejvyšší rychlost dosahuje 25 uzlů. Dosah je 3000 námořních mil při ekonomické rychlosti 16 uzlů.